# ジョナサン・ヴォーターズ
ジョナサン・ヴォーターズ（Jonathan Vaughters、1973年6月10日 - ）は、アメリカ合衆国・コロラド州、ボルダー出身の元自転車競技（ロードレース）選手で、現在は同指導者・ゼネラルマネージャー。

## 来歴
1995年
- ツアー・オブ・ジラ 総合優勝

1997年
- ステージレース・ノーマン 総合優勝
- ツール・ド・ボース 総合優勝
- カスケード・クラシック 総合優勝
- アメリカ合衆国選手権・個人タイムトライアル(ITT) 優勝

1998年
- USポスタルサービス（後のディスカバリーチャンネル）に移籍。以後2年間、同チームに在籍した。
- レッドランズ・バイシクル・クラシック 総合優勝

1999年
- ルート・デュ・スュド 総合優勝
- ドーフィネ・リベレ 総合2位、区間1勝(第3＝モン・ヴァントゥ）

2000年、クレディ・アグリコルに移籍。
2001年
- ドーフィネ・リベレ 区間1勝(第3)
- デュオ・ノルマン 優勝（+ イェンス・フォイクト）

2002年
- ツール・ド・フランス第11ステージに組まれたオービスク峠で転倒し棄権。当年7月18日にクレディ・アグリコルから契約を打ち切られた[1]。

2003年、現役引退。
2005年、TIAA - クレフ（後のガーミン・シャープ）のディレクトゥル・スポルティフ（Directeurs sportifs、現場指導者）に就任。
2007年、スリップストリーム（後のガーミン・シャープ）のゼネラルマネージャーに就任。2012年現在現職。
2009年、AIGCP（プロ自転車選手協会）の代表に就任。2012年現職。
2012年
- 10月10日、合衆国アンチドーピング機関(USADA)が、ランス・アームストロングのドーピング問題についての調査報告書を公表した際、かつてUSポスタルサービス、ディスカバリーチャンネルでチームぐるみのドーピングが行われていたことを証言した11名の元チームメイトの名前を発表し、その中にヴォーターズの名前も含まれていたことが明らかになった[2][3]。
- 10月23日、AIGCP（プロ自転車選手協会）代表として、ランス・アームストロングの一件でドーピング問題の混乱・動揺をきたしたとして、自転車競技独自の、独立したドーピング機関の設立をUCIに要求する方針を決めた[4]。